# Marie-Claude Altot
Marie-Claude Altot est une costumière française, travaillant pour le théâtre et le cinéma.

## Théâtre (sélection)
- 1983 : L'Ordinaire de Michel Vinaver, mise en scène d'Alain Françon
- 1989 : L'Innocentement de Claude Confortès, mise en scène de Claude Confortès
- 2010 : Une femme à Berlin d'après Marta Hillers, mise en scène de Tatiana Vialle

## Filmographie (sélection)
- 1973 : George qui ? de Michèle Rosier
- 1977 : Mon cœur est rouge de Michèle Rosier
- 1992 : Les Années campagne de Philippe Leriche
- 1994 : Petits arrangements avec les morts de Pascale Ferran
- 2001 : Malraux, tu m'étonnes ! de Michèle Rosier
- 2006 : Lady Chatterley de Pascale Ferran
- 2009 : Ah ! la libido de Michèle Rosier

## Distinctions

### Récompenses
- César 2007 : César des meilleurs costumes pour Lady Chatterley